# Saint-Étienne-de-Beauharnois
Saint-Étienne-de-Beauharnois är en kommun i provinsen Québec i Kanada. Den ligger i regionen Montérégie, i den sydöstra delen av landet, 140 km öster om huvudstaden Ottawa.